# De Havilland Canada DHC-7 Dash 7
De Havilland Canada DHC-7 Dash 7 er et fly som blev introduceret af De Havilland  den 3. februar 1978.
 Der er for få eller ingen kildehenvisninger i denne artikel, hvilket er et problem. Du kan hjælpe ved at angive troværdige kilder til de påstande, som fremføres i artiklen.